# Карпов, Евгений Акимович
Евгений Акимович Карпов (1949—2018) — советский военачальник и военный педагог, кандидат военных наук, генерал-полковник (2004). Начальник Военной академии связи имени С. М. Будённого (1998—2002). Начальник Войск связи Российской Федерации — заместитель начальника Генерального штаба Вооружённых сил Российской Федерации (2005—2008). Заслуженный работник связи Российской Федерации.

## Биография
Родился 21 марта 1949 года в селе Юрсово Заметчинского района Пензенской области.
С 1966 по 1969 год обучался в Новочеркасском военном Краснознамённом училище связи имени В. Д. Соколовского. С 1969 по 1974 год на учебно-воспитательной работе в Новочеркасском высшем военном командном Краснознамённом училище связи имени В. Д. Соколовского в должностях командира взвода курсантов и с 1973 по 1974 год — командир радиотехнической роты батальона обеспечения учебного процесса.
С 1974 по 1977 год обучался на командном факультете Военной академии связи имени С. М. Будённого. С 1977 по 1982 год служил в составе Группы советских войск в Германии в должностях заместителя командира, начальника штаба и командира батальона связи. С 1982 по 1983 год служил в составе Среднеазиатского военного округа в должности начальника штаба 5-й отдельной бригады связи ВГК. С 1983 по 1985 год — командир 148-й отдельной бригады связи в составе Туркестанского военного округа. С 1985 по 1988 год — заместитель начальника войск связи Туркестанского военного округа, в период Афганской войны курировал обучение по подготовке младших специалистов связи для воюющей 40-й армии. 
С 1988 по 1990 год обучался в Военной ордена Ленина Краснознамённой ордена Суворова академии Генерального штаба Вооружённых Сил СССР имени К. Е. Ворошилова. С 1990 по 1994 год — начальник войск связи Дальневосточного военного округа. С 1994 по 1998 год — заместитель начальника Войск связи Вооружённых сил Российской Федерации. С 1998 по 2002 год — Военной академии связи имени С. М. Будённого. С 2002 по 2005 год — заместитель начальника Генерального штаба Вооружённых сил Российской Федерации по радиоэлектронной борьбе и автоматическим системам управления связи. В 2004 году Указом Президента России Е. А. Карпову было присвоено воинское звание генерал-полковник. С 2005 по 2008 год — начальник Войск связи Российской Федерации — заместитель начальника Генерального штаба Вооружённых сил Российской Федерации. 
С 2008 года в запасе.
Скончался 24 мая 2018 года в Москве.

## Награды
- Орден «За службу Родине в Вооружённых Силах СССР» III степени
- Заслуженный работник связи Российской Федерации[2]